# Peperomia sangabanensis
Peperomia sangabanensis är en pepparväxtart som beskrevs av William Trelease. Peperomia sangabanensis ingår i släktet peperomior, och familjen pepparväxter. Inga underarter finns listade i Catalogue of Life.